# Nicole Trunfio
Nicole Trunfio, née le 16 mars 1986 à Merredin, est une actrice et mannequin australienne.

## Carrière
Elle remporte la troisième édition de la série télévisée australienne Search for a Supermodel (en) en 2002 et termine seconde de la version internationale Supermodel of the World.
Elle a représenté des stylistes de mode comme Chanel, Dolce & Gabbana, Versace, Christian Dior, Gucci, Fendi, Missoni, Roberto Cavalli, Vivienne Westwood, Valentino, Victoria's Secret, Sweetface et Neiman Marcus. Elle apparait dans les campagnes pour Karl Lagerfeld, D&G, Sonia Rykiel, Lacoste, Sisley, Ann Taylor (en), BCBG Max Azria ou Guess. Elle a travaillé avec des photographes comme Richard Avedon pour la campagne Kenneth Cole (en), Patrick Demarchelier pour Harpers Bazaar, Steven Klein pour la campagne D&G, Peter Lindbergh pour Vogue Italia, Terry Richardson pour Vogue UK, Russell James (en) ; elle est l'égérie de Ulta.
Elle est passionnée par le métier d'actrice depuis son enfance et, en 2006, elle commence des études à New York avec Susan Batson, Harold Guskin, Stella Adler Studio. Elle joue dans le film australien Two Fists, One Heart (en) le rôle de Jessica.
Elle est représentée par IMG Models à New York, Iconic Management à Berlin et Viviens Model Management en Australie.
Trunfio remplace Miranda Kerr comme égérie du lancement de la campagne hiver 2011 de David Jones.

## Vie personnelle
Elle est la cadette d'une famille de quatre enfants. Son père a des origines calabraises et sa mère est australienne.  
En avril 2016, elle épouse le chanteur américain Gary Clark, Jr.  Le couple a trois enfants : un fils, Zion Rain (né en janvier 2015) et deux filles : Gia Leblane, (née en janvier 2018) et Ella Wolf (née en février 2020).